# Raión de Oboyán
El raión de Oboyán (ruso: Обоя́нский райо́н) es un distrito administrativo y municipal (raión) ruso perteneciente a la óblast de Kursk. Se ubica en el sur de la óblast. Su capital es Oboyán.
En 2021, el raión tenía una población de 27 923 habitantes.
El raión es limítrofe al sur con la óblast de Bélgorod.

## Subdivisiones
Comprende la ciudad de Oboyán y 83 localidades rurales. A efectos de autogobierno local (descentralización), estas últimas se agrupan en doce asentamientos rurales, que reciben el nombre tradicional de selsovet (сельсовет), y que son los siguientes:
- Afanásyevo
- Výshneye Bábino
- Bashkátovo
- Vykánovo
- Gridasovo
- Zórino
- Kámenka
- Kotélnikovo
- Rudavski
- Rýbinskiye Budy
- Úslanka
- Shevelevo

El actual mapa de autogobierno local data de varias fusiones de ayuntamientos que tuvieron lugar en 2010. Sin embargo, a efectos de división territorial de los órganos internos federales y de la óblast (desconcentración), se sigue dividiendo en los veinte gobiernos locales que se habían definido en 2004, y que crearon sus ayuntamientos conforme a dicho mapa en 2006. Los siete selsovety que siguen existiendo como áreas administrativas, pero desde 2010 sin ayuntamiento, son:

- Polukotélnikovo (integrado en Kotélnikovo)
- Mályye Kriuki (integrado en Kotélnikovo)
- Kamýnino (integrado en Afanásyevo)
- Dolzhenkovo (integrado en Rýbinskiye Budy)
- Pavlovka (integrado en Úslanka)
- Bushmeno (integrado en Kámenka)
- Strelétskoye (integrado en Rudavski)